# Sebastes macdonaldi
Sebastes macdonaldi är en fiskart som först beskrevs av Carl H. Eigenmann och Charles H. Beeson 1893.  Sebastes macdonaldi ingår i släktet Sebastes och familjen kungsfiskar. Inga underarter finns listade i Catalogue of Life.